# Aunou-le-Faucon
Aunou-le-Faucon est une commune française, située dans le département de l'Orne en région Normandie, peuplée de 247 habitants.

## Géographie

### Localisation
La commune est à l'est de la plaine d'Argentan, aux confins de la campagne d'Alençon et du pays d'Ouche. Son bourg est à 6,5 km à l'est d'Argentan, à 13 km au nord de Mortrée et à 15 km à l'ouest d'Exmes.

### Géologie et relief
Le point culminant (200 m) se situe en limite ouest, près du lieu-dit les Champs Brias. Le point le plus bas (154 m) correspond à la sortie de l'Orne du territoire, au nord-ouest.

### Sismicité
Commune située dans une zone de sismicité faible.

### Hydrographie
La commune est située dans le bassin Seine-Normandie. Elle est drainée par l'Orne, le fossé 30 de la Forêt de Petite Gouffern, le ruisseau du Rogneux, l'Orne et divers autres petits cours d'eau,.
L'Orne, d'une longueur de 170 km, prend sa source dans la commune d'Aunou-sur-Orne et se jette  dans l'embouchure de l'Orne à Merville-Franceville-Plage, après avoir traversé 60 communes. 

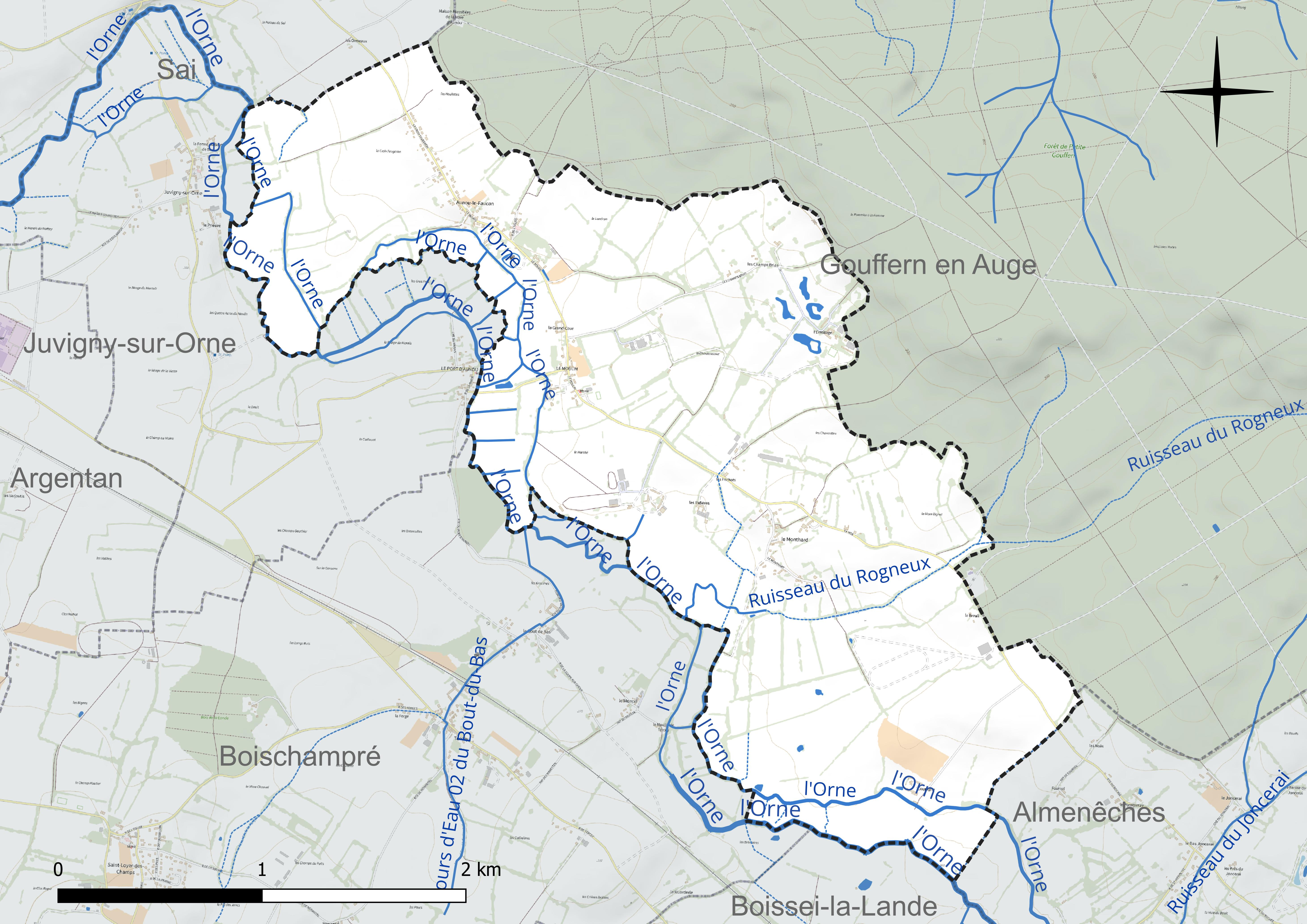
Réseau hydrographique d'Aunou-le-Faucon.

### Climat
Pour des articles plus généraux, voir Climat de la Normandie et Climat de l'Orne.
En 2010, le climat de la commune est de type climat océanique dégradé des plaines du Centre et du Nord, selon une étude du CNRS s'appuyant sur une série de données couvrant la période 1971-2000. En 2020, Météo-France publie une typologie des climats de la France métropolitaine dans laquelle la commune est dans une zone de transition entre le climat océanique et le climat océanique altéré et est dans la région climatique Normandie (Cotentin, Orne), caractérisée par une pluviométrie relativement élevée (850 mm/a) et un été frais (15,5 °C) et venté. Parallèlement le GIEC normand, un groupe régional d’experts sur le climat, différencie quant à lui, dans une étude de 2020, trois grands types de climats pour la région Normandie, nuancés à une échelle plus fine par les facteurs géographiques locaux. La commune est, selon ce zonage, exposée à un « climat des plateaux abrités », se caractérisant par une pluviométrie et des contraintes thermiques modérées mais aussi, par effet de continentalité, des températures plus contrastées qu'au nord dans la plaine de Caen, avec communément 10 à 15 jours par an de plus de froid en hiver et de chaleur en été.
Pour la période 1971-2000, la température annuelle moyenne est de 10,2 °C, avec une amplitude thermique annuelle de 13,7 °C. Le cumul annuel moyen de précipitations est de 750 mm, avec 12,3 jours de précipitations en janvier et 7,8 jours en juillet. Pour la période 1991-2020, la température moyenne annuelle observée sur la station météorologique la plus proche, située sur la commune d'Argentan à 6 km à vol d'oiseau, est de 11,1 °C et le cumul annuel moyen de précipitations est de 691,9 mm,. Pour l'avenir, les paramètres climatiques de la commune estimés pour 2050 selon différents scénarios d’émission de gaz à effet de serre sont consultables sur un site dédié publié par Météo-France en novembre 2022.

### Voies de communications et transports

#### Voies routières
- Commune située à 7 km d'Argentan par la D 238.

#### Transports en commun
- Réseau de bus Argentan Bus.
- Gare d'Argentan.
- Aéroport de Caen-Carpiquet.

| Sai                                                | Silly-en-Gouffern                                                    | Silly-en-Gouffern |
| Juvigny-sur-Orne                                   | Aunou-le-Faucon                                                      | Silly-en-Gouffern |
| Boischampré (comm. dél. de Saint-Loyer-des-Champs) | Boischampré (comm. dél. de Saint-Loyer-des-Champs), Boissei-la-Lande | Almenêches        |

### Intercommunalité
- Commune membre de la communauté de communes Argentan Intercom.

## Urbanisme

### Typologie
Au 1er janvier 2024, Aunou-le-Faucon est catégorisée commune rurale à habitat dispersé, selon la nouvelle grille communale de densité à sept niveaux définie par l'Insee en 2022.
Elle est située hors unité urbaine. Par ailleurs la commune fait partie de l'aire d'attraction d'Argentan, dont elle est une commune de la couronne,. Cette aire, qui regroupe 50 communes, est catégorisée dans les aires de moins de 50 000 habitants,.

### Occupation des sols
L'occupation des sols de la commune, telle qu'elle ressort de la base de données européenne d’occupation biophysique des sols Corine Land Cover (CLC), est marquée par l'importance des territoires agricoles (94,8 % en 2018), une proportion identique à celle de 1990 (94,8 %). La répartition détaillée en 2018 est la suivante : 
prairies (57,2 %), terres arables (33,7 %), zones agricoles hétérogènes (4 %), espaces verts artificialisés, non agricoles (3,7 %), forêts (1,4 %). L'évolution de l’occupation des sols de la commune et de ses infrastructures peut être observée sur les différentes représentations cartographiques du territoire : la carte de Cassini (XVIIIe siècle), la carte d'état-major (1820-1866) et les cartes ou photos aériennes de l'IGN pour la période actuelle (1950 à aujourd'hui).

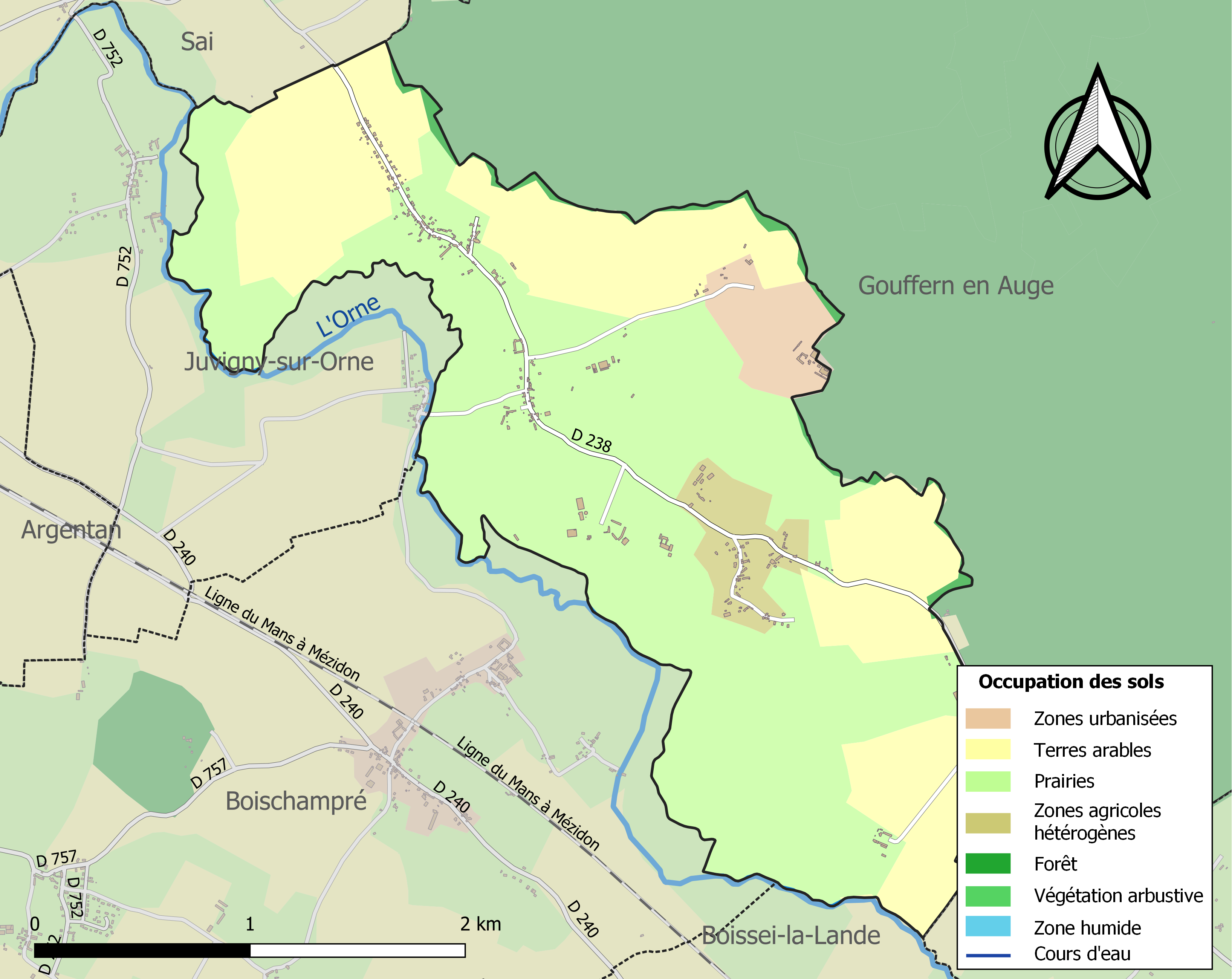
Carte des infrastructures et de l'occupation des sols de la commune en 2018 (CLC).

## Toponymie
Le nom de la localité est attesté sous les formes [Fulco de] Alnou en 1049 et [Fulconis de] Alneto en 1247.
Il s'agit d'un type toponymique gallo-roman rare *Alnavo (gallo-roman ALNU « aulne » + suffixe -AVO, d'origine gauloise) correspondant à l'ancien français Aunay, Aulnay, c'est-à-dire « aulnaie, lieu planté d'aulnes ».
Le déterminant complémentaire le-Faucon a été ajouté pour faire la distinction avec Aunou-sur-Orne, autre commune du département de l'Orne. Il se réfère à Foulques d'Aunou, compagnon de Guillaume le Conquérant,. La forme d'origine devait être *Foucon, *Foulcon, cas régime de l'anthroponyme Foulques, altérée d'après le nom du rapace faucon.
Le gentilé est Aunouais.

## Histoire
La commune a connu deux changements de nom : 
- en 1793 : Aunon le Faucon,
- en 1801 : Aulnou-le-Faucon.

Elle a subi deux catastrophes naturelles, en janvier 1993 et décembre 1999.

## Politique et administration
| Période                                  | Période   | Identité      | Étiquette | Qualité   |
| ---------------------------------------- | --------- | ------------- | --------- | --------- |
| 1983                                     | mars 2014 | Jean Gautier  | SE        |           |
| mars 2014                                | En cours  | Cécile Dupont | SE        | Greffière |
| Les données manquantes sont à compléter. |           |               |           |           |

Le conseil municipal est composé de onze membres dont le maire et deux adjoints.

### Budget et fiscalité 2018
En 2018, le budget de la commune était constitué ainsi :
- total des produits de fonctionnement : 81 000 €, soit 338 € par habitant ;
- total des charges de fonctionnement : 54 000 €, soit 226 € par habitant ;
- total des ressources d'investissement : 53 000 €, soit 222 € par habitant ;
- total des emplois d'investissement : 48 000 €, soit 198 € par habitant ;
- endettement : 0 €, soit 0 € par habitant.

Avec les taux de fiscalité suivants :
- taxe d'habitation : 10,97 % ;
- taxe foncière sur les propriétés bâties : 8,13 % ;
- taxe foncière sur les propriétés non bâties : 9,79 % ;
- taxe additionnelle à la taxe foncière sur les propriétés non bâties : 0 % ;
- cotisation foncière des entreprises : 0 %.

Chiffres clés Revenus et pauvreté des ménages en 2016 : médiane en 2016 du revenu disponible, par unité de consommation : 23 977 €.

## Population et société

### Démographie

#### Évolution démographique
L'évolution du nombre d'habitants est connue à travers les recensements de la population effectués dans la commune depuis 1793. Pour les communes de moins de 10 000 habitants, une enquête de recensement portant sur toute la population est réalisée tous les cinq ans, les populations de référence des années intermédiaires étant quant à elles estimées par interpolation ou extrapolation. Pour la commune, le premier recensement exhaustif entrant dans le cadre du nouveau dispositif a été réalisé en 2007.
En 2022, la commune comptait 247 habitants, en évolution de +3,35 % par rapport à 2016 (Orne : −3,21 %, France hors Mayotte : +2,11 %).Aunou-le-Faucon a compté jusqu'à 366 habitants en 1851.
| 1793 | 1800 | 1806 | 1821 | 1836 | 1841 | 1846 | 1851 | 1856 |
| ---- | ---- | ---- | ---- | ---- | ---- | ---- | ---- | ---- |
| 357  | 360  | 296  | 332  | 322  | 343  | 349  | 366  | 342  |

| 1861 | 1866 | 1872 | 1876 | 1881 | 1886 | 1891 | 1896 | 1901 |
| ---- | ---- | ---- | ---- | ---- | ---- | ---- | ---- | ---- |
| 332  | 317  | 270  | 258  | 244  | 236  | 244  | 271  | 213  |

| 1906 | 1911 | 1921 | 1926 | 1931 | 1936 | 1946 | 1954 | 1962 |
| ---- | ---- | ---- | ---- | ---- | ---- | ---- | ---- | ---- |
| 207  | 162  | 178  | 180  | 208  | 165  | 185  | 180  | 185  |

| 1968 | 1975 | 1982 | 1990 | 1999 | 2006 | 2007 | 2012 | 2017 |
| ---- | ---- | ---- | ---- | ---- | ---- | ---- | ---- | ---- |
| 206  | 192  | 208  | 260  | 243  | 261  | 264  | 238  | 246  |

| 2022 | - | - | - | - | - | - | - | - |
| ---- | - | - | - | - | - | - | - | - |
| 247  | - | - | - | - | - | - | - | - |

### Enseignement
Établissements d'enseignements :
- Écoles maternelle et primaire à Faucon,
- Collèges à Argentan,
- Lycées à Argentan.

### Santé
Professionnels et établissements de santé :
- Médecins à Argentan,
- Pharmacies à Argentan,
- Hôpitaux à Argentan.

### Cultes
- Culte catholique, paroisse Bienheureuse Marguerite de Lorraine[38], diocèse de Séez[39].

## Économie

### Entreprises et commerces

#### Agriculture
- Le haras de l’Ermitage[40].
- La ferme de la Grand' Cour[41].
- Groupement agricole d'exploitation en commun (GAEC) des mères poules[42].

#### Tourisme
- Gîtes de France[43],[44].
- Restaurants à Argentan.

#### Commerces
- Moulin à farine qui a cessé son activité vers 1840[45].
- Commerces de proximité à Argentan.

## Culture locale et patrimoine

### Lieux et monuments

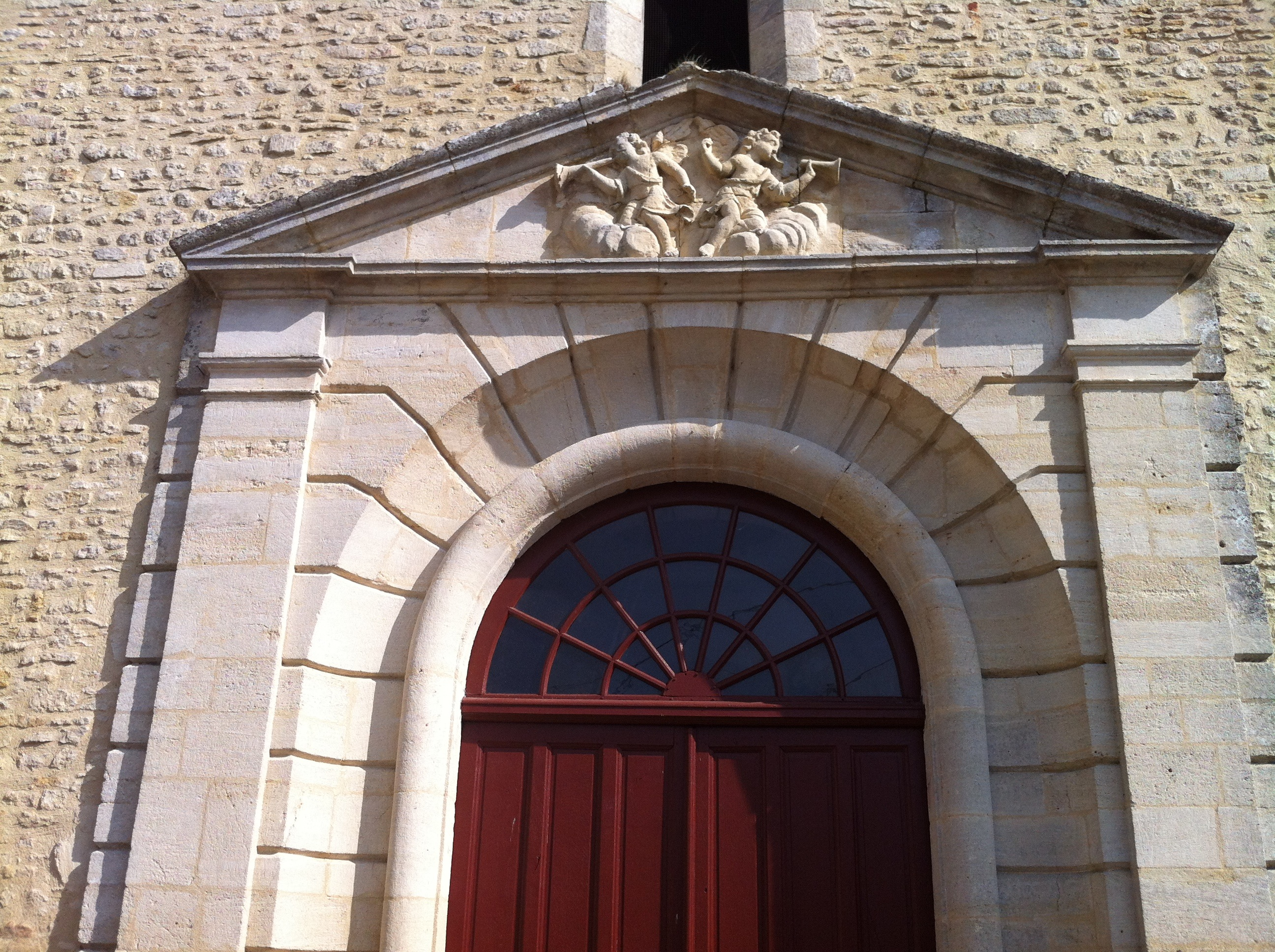
Le portail de l'église Saint-Cyr-et-Sainte-Julitte.

- La Tour aux Anglais, manoir du XIVe siècle inscrit au titre des Monuments historiques depuis le 11 mai 1981[46].
- Église Saint-Cyr-et-Sainte-Julitte des XIIIe et XVIIe siècles[47]. Elle abrite de nombreux objets classés à titre d'objets[48].
- Coupigny[49].
- Moulin à farine[50].
- Monument aux morts[51],[52].

### Activité et manifestations
- Concert de l'Orchestre régional de Normandie[53].
- Cinéma à Argentan.

### Héraldique
| Blason de Aunou-le-Faucon | Blason  | D'argent à la fasce de gueules accompagnée de trois aiglettes du même, becquées, languées et armées d'azur. |
| Blason de Aunou-le-Faucon | Détails | Armes de la famille d'Aunou. Le statut officiel du blason reste à déterminer.                               |